# 瓦佩

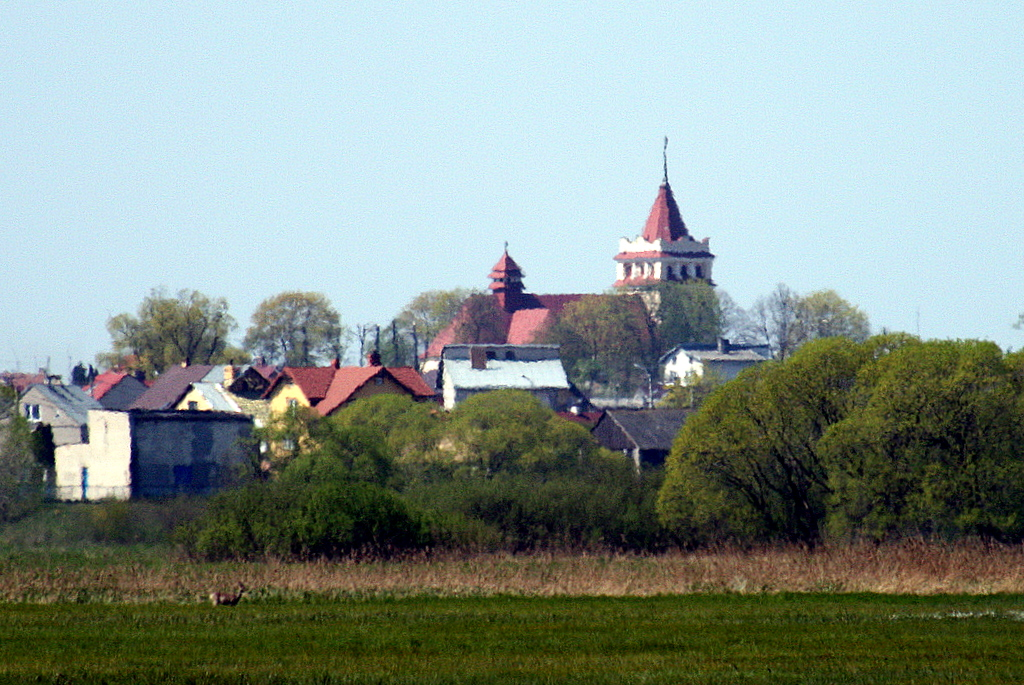

瓦佩是波蘭的城鎮，位於該國東北部，距離首府比亞韋斯托克27公里，由波德拉謝省負責管轄，面積12.14平方公里，海拔高度120米，2010年人口16,049。

## 外部連結
- Łapy Town and Gmina Website （页面存档备份，存于）
- Łapskie Towarzystwo Regionalne

52°59′N 22°52′E / 52.983°N 22.867°E